# Hrčeľ
Hrčeľ – wieś (obec) na Słowacji położona w kraju koszyckim, w powiecie Trebišov. Pierwsze wzmianki o miejscowości pochodzą z roku 1332. 
Według danych z dnia 31 grudnia 2012, wieś zamieszkiwały 954 osoby, w tym 498 kobiet i 456 mężczyzn.
W 2001 roku rozkład populacji względem narodowości i przynależności etnicznej wyglądał następująco:
- Słowacy – 85,39%
- Romowie – 13,85%
- Rusini – 0,13%
- Węgrzy – 0,13%

Ze względu na wyznawaną religię struktura mieszkańców kształtowała się w 2001 roku następująco:
- Katolicy rzymscy – 64,55%
- Grekokatolicy – 26,94%
- Prawosławni – 0,38%
- Ateiści – 1,02%
- Nie podano – 1,14%